# IF Brommapojkarna

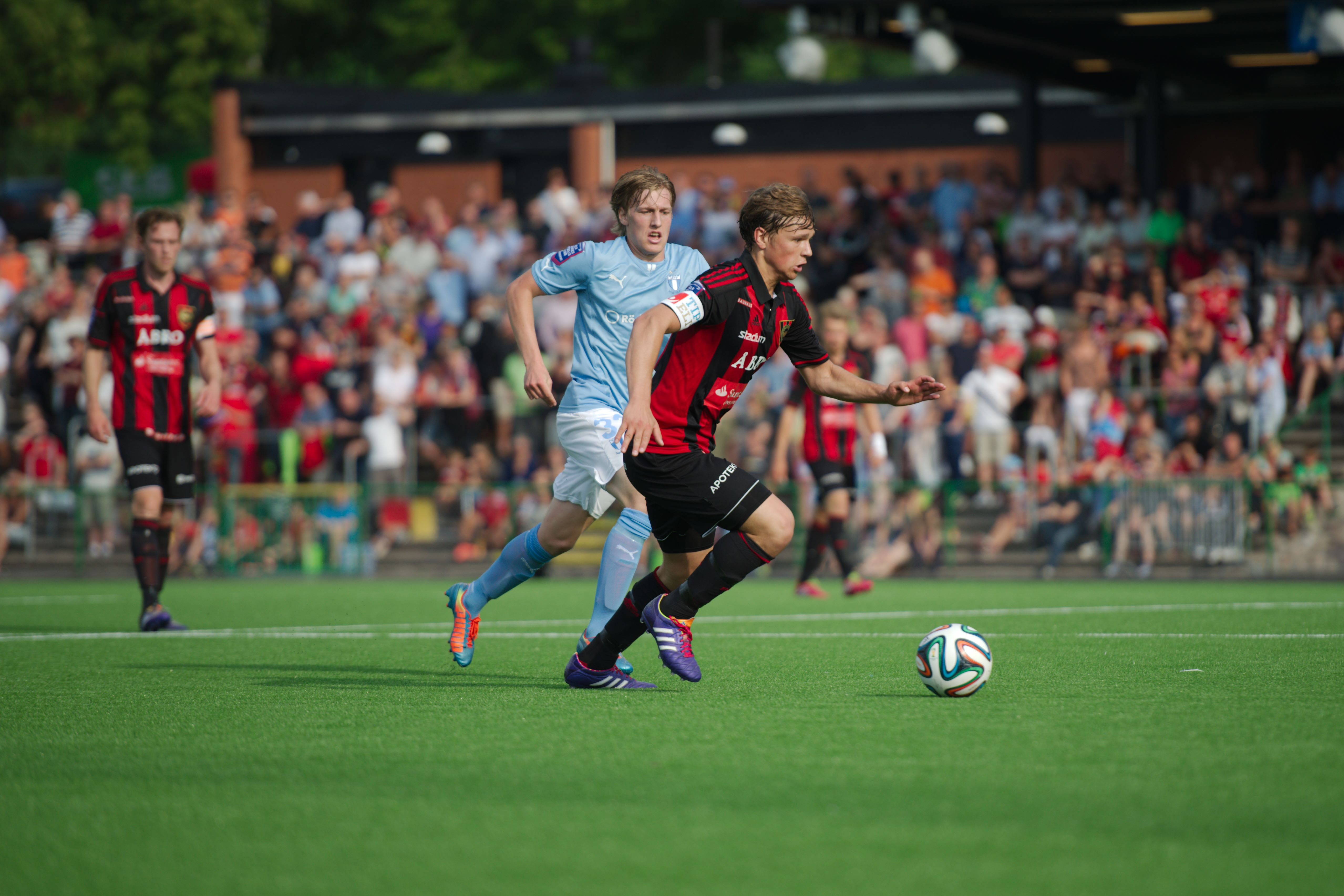
Brommapojkarna spelar mot Malmö FF.

IF Brommapojkarna (BP) är en fotbollsförening i Bromma i Västerort i Stockholm, som bedriver fotbollsverksamhet.
Med sina 260 lag i seriespel, 4 000 aktiva spelare samt mer än 700 ideellt arbetande ledare så är BP den fotbollsförening i Europa som har flest aktiva idrottare och ledare. Namnet till trots bedriver IF Brommapojkarna även dam- och flickverksamhet, vilken utgör cirka en fjärdedel av verksamheten. 2025 spelar både dam- och herrlagen allsvenskt. 
Sedan herrlaget år 1970 gjorde sin första säsong i Sveriges andradivision har man aldrig varit ur den mer än två år i sträck, och år 2022 gjorde klubben sin 38:e säsong i näst högsta serien. Många gånger har laget tillhört de bättre i serien, men först 2006 lyckades man kvalificera sig för den högsta serien efter att ha besegrat BK Häcken i det allsvenska kvalet. BP spelade i Allsvenskan 2007, men kom sist och åkte därmed ur serien. I Superettan 2008 slutade man på tredje plats, och lyckades i kvalspel slå ut Ljungskile SK och kvalificera sig för spel i Allsvenskan 2009. Säsongen 2010 åkte man ur Allsvenskan och spelade i Superettan 2011 och 2012, då man kom tvåa och gick upp igen. Säsongen 2013 höll man sig kvar i Allsvenskan, men åkte ur 2014. 2015 åkte laget även ur Superettan och fick börja om i Division Ett.
2016 vann BP Division Ett Norra och 2017 upprepades seriesegern i Superettan. 2018 spelade BP sin sjätte säsong i Allsvenskan. 2019 slutade BP näst sist i Superettan och degraderades till Division 1 Norra där man spelade säsongen 2020. 2021 vann man Division 1 Norra, 2022 vann man likaså Superettan och spelade därmed i Allsvenskan 2023, där man ännu en gång fick kvala sig kvar, och denna gång klarade av det efter 7-0 och 0-0 mot Utsiktens BK. I 28:e omgången av Allsvenskan 2024 stod det klart att BP för första gången håller sig kvar på allsvensk nivå tre år i rad.
Damlaget grundades i början av 70-talet och spelade de första seriematcherna 1971. Framåt 2010-talet har man åkt en del hiss upp och ner mellan andra och tredje divisionerna, men 2022 och 2023 har man spelat i Damallsvenskan.
BP:s hemmaplan är Grimsta IP som ligger i Vällingby i västra Stockholm. Efter avancemanget till Allsvenskan 2007 rustade man upp hemmaarenan för 18 miljoner kronor för att anpassa den för allsvenskt spel. Förhoppningen var att "nya Grimsta IP" skulle stå klar till allsvenska premiären i april 2007. Förseningen av upprustningen gjorde att man flyttade hemmamatcherna till Stockholms stadion fram tills upprustningen av Grimsta IP var klar den 1 juli 2007. Till säsongen 2017 stod en ny sittplatsläktare med 2 000 sittplatser klar. Den nya läktaren har även omklädningsrum samt media- och VIP-utrymmen.

## Ungdomsfotboll
BP är Europas största fotbollsförening med 260 lag i seriespel (2018) och cirka 4000 aktiva fotbollsspelare mellan 6 och 40 år. Ungdomslagen drivs av cirka 700 ideella ledare.

## Plantskola
IF Brommapojkarna benämns ofta som plantskola och genom åren har föreningen lyckats fostra en mängd allsvenska spelare. Störst av alla är Anders Limpar, som efter en framgångsrik internationell karriär avslutade som spelare och senare även tränare i föreningen (assisterande till Kim Bergstrand i U-truppen).
Andra kända BP-spelare:
- Pascal Simpson (tränare BP P16 2008 och fd. AIK)
- Tomas Antonelius (tidigare Gustafsson, fd. AIK och Coventry City)
- Bojan Djordjic (AIK 2008, tidigare bl.a. Manchester United, Rangers, Röda stjärnan)
- Nils-Eric Johansson (AIK 2008)
- Pablo Piñones-Arce (Hammarby 2006)
- Babis Stefanidis (Djurgårdens IF, Brøndby IF, Helsingborgs IF, Malmö FF, Landskrona BoIS, Brommapojkarna sen 2010  )
- Cain Dotson (klubbdirektör GIF Sundsvall)
- Pontus Segerström (Landskrona BoIS 2006)
- Nicklas Carlsson (IFK Göteborg 2008, fd. AIK)
- Daniel Majstorovic (Malmö FF, FC Basel, sedan 2008 AEK Aten)
- Albin Ekdal (sedan 2008 Juventus)
- John Guidetti (sedan 2008 Manchester City)
- Ludwig Augustinsson (Sedan 2017 i Werder Bremen)
- Kristoffer Nordfeldt (Sedan 2015 i Swansea City)
- Simon Tibbling (Sedan 2017 i Bröndby IF)
- Nabil Bahoui (Sedan 2018 i AIK)
- Dejan Kulusevski (Sedan 2022 i Tottenham Hotspur)
- Viktor Gyökeres (Sedan 2023 i Sporting Lissabon)
- Lucas Bergvall (Sedan 2024 i Tottenham Hotspur)

Olof Guterstam blev den 12 december 2006, efter att ha vunnit skytteligan i Superettan, den förste superettan-spelaren (utan allsvenska meriter) som blivit uttagen till den svenska A-landslagstruppen. Guterstam noterades för två matcher på den så kallade januariturnén 2007.
Föreningen är även en framgångsrik fostrare av tränare. Både Rikard Norling (fd. AIK), Magnus Pehrsson, Stefan Billborn och Kjell Jonevret (fd. AIK & DIF) kan räkna IF Brommapojkarna som sin moderförening. Även Tommy Söderberg (fd. förbundskapten) och Thomas Lyth har ett särskilt förhållande till föreningen.

## Andra sektioner
Brommapojkarna har också bedrivit armbrytning, innebandy, bandy, bordtennis, brottning, friidrott och ishockey. I bordtennis vann föreningen Division V och Division VI i början av 1950-talet. Bandy togs upp 1953, och BP startade i lägsta Stockholmsserien och upplevde en storhetstid i mitten av 1960-talet med spel i Division III. På ungdomssidan deltog klubben under 1950- och 60-talen framgångsrikt med lag i Sankt Erikscupen och AT-cupen i ishockey. 1954 startades ungdomssektionen officiellt, med bandy, fotboll och ishockey på programmet.

## Historia

### 1942–2021: BP bildas och milstolpar

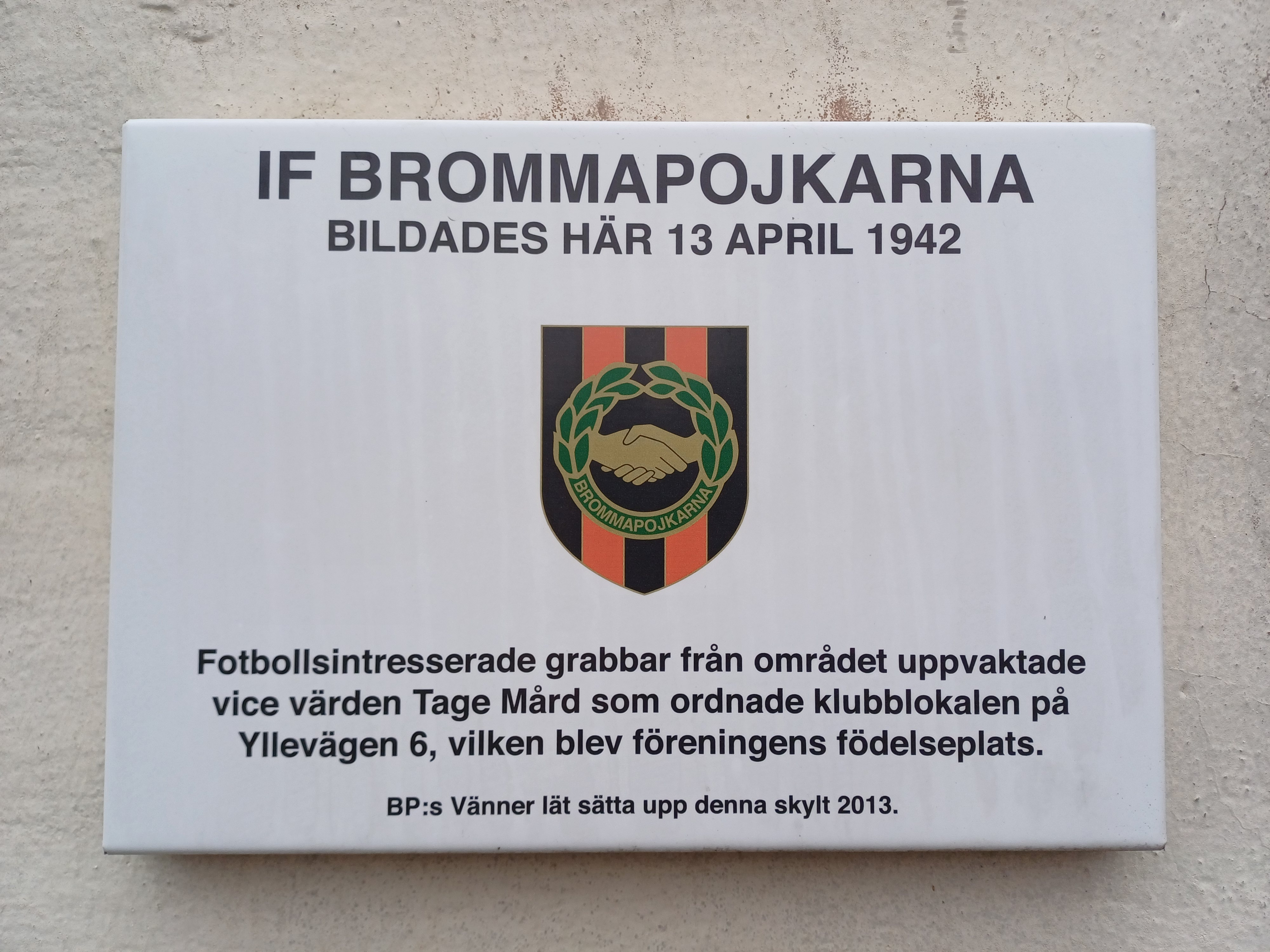
Skylt uppsatt på adressen i Bromma där Brommapojkarna bildades. Uppsatt 2013 av BP:s Vänner.

- IF Brommapojkarna bildades 13 april 1942 på Yllevägen 6 vid Brommaplan. Bengt Ström, Arne Borgström, Tore Bjuggfält, Gunnar Westerlund och Stig Starkenberg var pojkarna som tog hjälp av Tage Mårdh som blev föreningens förste ordförande. De första åren utövade föreningen fotboll, ishockey, brottning och armbrytning. Man sysslade även med frimärkssamling.[2]
- 1952 drog fotbollen igång på allvar. IF Brommapojkarna mötte Sundbybergs BK i Wasa-serien och ledde med 3-0, men föll med 3-7. Första seriemålet gjordes av Björn Bjuggfält.
- 1954 startades ungdomssektionen.
- 1960 var Gösta "Knivsta" Sandberg tränare, samtidigt som han spelade för Djurgårdens IF i Fotbollsallsvenskan.
- 1969 kvalificerade sig IF Brommapojkarna för spel i den svenska andradivisionen 1970. 1969 togs Bo Lundberg ut i svenska juniorlandslaget i fotboll, och blev därmed föreningens första landslagsspelare i fotboll.
- 1971 spelas den första seriematchen för damer med ett BP-lag.
- 1973 valdes IF Brommapojkarna in i föreningen Svensk Elitfotboll (SEF).
- 1978 fick man storbesök med match på Grimsta IP av engelska Crystal Palace, då tränat av Terry Venables.
- 1984 var IF Brommapojkarna två poäng från kvalspel till Allsvenskan.
- 1987 anställdes Ola Danhard som klubbens första klubbdirektör, en position han lämnade 2016.
- 2001 vann IF Brommapojkarna Division 2 Östra Svealand och gick upp i Superettan.
- 2007 Första allsvenska säsongen (slutade sist och degraderades)
- 2009 Åter i Allsvenskan och behöll den allsvenska platsen.
- 2010 Slutade sist i Allsvenskan och åkte ner i Superettan.
- 2012 Slutade på andra plats i Superettan och var därmed klara för Allsvenskan för tredje gången.
- 2013 BP spelade sin fjärde säsong i Allsvenskan och slutade på 13:e plats med 32 inspelade poäng.
- 2014 Slutade sist i Allsvenskan och degraderades till Superettan. Samma år avled lagkaptenen Pontus Segerström hastigt efter en kort tids sjukdom. Damlaget spelade i Elitettan men åkte ur.
- 2015 Slutade sist i Superettan och degraderades till Division Ett norra.
- 2016 Vann Division Ett Norra och gick upp i Superettan 2017
- 2017 Vann Superettan och var klara för Allsvenskan för fjärde gången. Damlaget vann Division Ett Södra Svealand, men förlorade kvalet till Elitettan mot Lidköpings FK med totalt 3-4 efter 1-2 hemma och 2-2 borta. Det 28:e guldet i Gothia Cup säkrades vilket drygade ut BP:s ledning som den mest framgångsrika föreningen i Gothia Cups historia.
- 2018 14:e i Allsvenskan och kval för att hålla sig kvar, första gången man fick kvala "uppifrån" efter att ha gått upp via seger i samma kval både 2006 och 2008. Utslagna av AFC Eskilstuna.
- 2019 näst sist i Superettan och degraderas ännu en gång vidare ner i division 1.
- 2020 2:a i Ettan norra, förlust i Kval till Superettan mot Trelleborgs FF.
- 2021 Vann Ettan norra och gick upp i Superettan 2022.[3]
- 2022 Vann Superettan och var klara för Allsvenskan för femte gången.
- 2023 14:e i Allsvenskan, kval mot Utsiktens BK från Superettan, och bekvämt förnyat kontrakt efter kross med 7-0 i Göteborg följt av 0-0 på hemmaplan.
- 2024 10:e i Allsvenskan.

### 2006: klivet till Allsvenskan

#### Allsvenskt kval (BP mot Häcken)
Hemmamatchen (torsdag 9 november 2006):
Enligt tävlingsreglerna fick laget från Superettan börja hemma. Hemmaplanen Grimsta IP uppfyllde inte kraven för kvalspelet. Därför spelades matchen på Söderstadion. BP chockade det hyfsat namnkunniga Häcken (Teddy Lucic, Dioh Williams, Christoffer Källqvist med flera) med att ta ledningen med 2-0 före halvtid. I andra halvlek hade bägge lagen vassa chanser till mål, men matchen slutade 2-0.
Laget (4-4-2): Kristoffer Björklund - Jon Persson, Håkan Malmström, Pär Asp, Jan-Erik Berg - Martin Ekström, Thomas Lagerlöf, Joakim Hagernäs, Stefan Bergtoft (Kristoffer Junegard, 81) - Joakim Runnemo (Mikael Nilsson, 60), Olof Guterstam
Bortamatchen (söndag 12 november 2006):
Returen spelades på Häckens hemmaplan Rambergsvallen. BP chockade med att ta ledningen med 1-0 genom Olof Guterstam, men Häcken kvitterade nästan omgående. Strax före halvtid nickade Joakim Runnemo in 2-1 för BP. Sammanlagt 4-1 till BP med en halvlek kvar att spela. 3 mål av Häcken skulle inte räcka på grund av bortamålsregeln. 4 mål skulle krävas. Inför andra halvlek bytte Häcken ut sina ytterbackar, satte in två mittfältare och tog ner Teddy Lucic till backlinjen. Ett offensivare 3-5-2 från Häcken var chansningen för att göra fler mål, men det räckte inte eftersom sista halvleken slutade mållös. Brommapojkarna vann kvalet med 4-1.
Laget (4-4-2): Kristoffer Björklund - Jon Persson, Håkan Malmström, Pär Asp, Jan-Erik Berg (Mikael Nordh, 87) - Martin Ekström, Thomas Lagerlöf, Joakim Hagernäs, Stefan Bergtoft (Kristoffer Junegard, 83) - Joakim Runnemo (Mikael Nilsson, 79), Olof Guterstam.
Kortfattat, totalresultat 4–1 till BP:
- 2006–11–09, BP – Häcken 2–0 (BP-målskyttar: Stefan Bergtoft & Olof Guterstam)
- 2006–11–12, Häcken – BP 1–2 (BP-målskyttar: Olof Guterstam & Joakim Runnemo)

### 2007: Allsvensk debut och "nya Grimsta"
Inför säsongen 2007 byggdes Grimsta IP om för att uppfylla kraven för en allsvensk arena. Den tidigare publikkapaciteten (2 500, eller 4 500 med extraläktare) ökades till 7 350 (källa). Belysningen ökades från knappt 350 till 800 lux. Dessutom upprustades en rad andra saker. Eftersom ombyggnaden drog ut på tiden spelades hemmamatcherna innan juli på Stockholms Stadion. Hemmaderbymatcherna mot AIK och Hammarby spelades på Stockholms Stadion, premiären mot Djurgården på Råsunda.
I den Allsvenska debuten 7 april överraskade Brommapojkarna genom att slå Djurgårdens IF med 1-0 på bortaplan. Den 1 juli 2007 spelades den historiska första allsvenska matchen på Grimsta. Då besegrades GAIS med 1-0. Den 28 oktober avslutades allsvenskan med 1-0 borta mot Djurgårdens IF. BP spelade hem 23 poäng under säsongen och slutade på sistaplatsen. Första Allsvenska besöket blev därmed ettårigt.

### 2008: Tillbaka i Superettan och nytt kliv till Allsvenskan
Säsongen föregicks av en stor förändring av truppen. Bland annat lämnade senaste säsongernas skyttekung Olof Guterstam samt målvakten Kristoffer Björklund laget. Under sommaren lämnade Albin Ekdal laget för Juventus. Efter en stark avslutning av säsongen 2008 i Superettan slutade BP på tredje plats och fick kvala mot Ljungskile. BP vann dubbelmötet med 1–1 tack vare bortamål.

#### Allsvenskt kval (BP mot Ljungskile)
Hemmamatchen (torsdag 13 november 2008):
Till skillnad från kvalmatchen i november 2006 kunde BP spela på sin hemmaplan Grimsta IP. Matchen slutade mållös inför 2 072 åskådare.
Laget (4-2-3-1): Kristoffer Nordfelt - Jon Persson, Pär Asp, Richard Henriksson, Markus Karlsson - Mauricio Albornoz, Philip Haglund - Miiko Albornoz (Arash Talebinejad, 75), Joakim Hagernäs, Christer Youssef - Joakim Runnemo (Sinan Ayranci, 83)
Bortamatchen (söndag 16 november 2008):
Returen spelades på Ljungskiles hemmaplan Starke Arvid inför 2 828 åskådare. Efter en kvart fick Ljungskile en man utvisad. På övertid i första halvlek slog Jon Persson en hörna som Philip Haglund styrde in. I början av andra halvlek kvitterade Jörgen Wålemark. Fem minuter före full tid fick Ljungskile ytterligare en spelare utvisad. På stopptid blev en tredje Ljungskile-spelare utvisad. I matchens slutskede flyttade Ljungskile upp maximalt med folk till BP:s straffområde men utan att lyckas göra mål.
Laget (4-2-3-1): Kristoffer Nordfelt - Jon Persson, Pär Asp, Richard Henriksson, Markus Karlsson - Philip Haglund, Mauricio Albornoz - Christer Youssef (Stefan Bergtoft, 93), Joakim Hagernäs, Miiko Albornoz (Arash Talebinejad, 30) - Joakim Runnemo (Sinan Ayranci, 76)

### Allsvenska säsongerna
Säsongen 2009 i Allsvenskan slutade BP på en 12:e plats 9 poäng över nedflyttningsstrecket. Och i och med den placeringen blev BP näst bästa stockholmslag före Djurgårdens IF och Hammarby och med AIK före sig som kom på första plats bästa målskytt den säsongen blev Philip Haglund med 7 mål. Han såldes senare till SC Heerenveen.
Inför säsongen 2010 förstärkte BP med Babis Stefanidis (Malmö FF), Pontus Segerström (Stabæk Fotball), Ferhat Korkmaz (Vasalunds IF) och André Möllestam (US Lecce) samt John Guidetti lånades in från april till sommaren från Manchester City FC. BP började säsongen bra men kom in i en svacka under hösten och tränaren Kim Bergstrand blev sparkad. Laget hamnade till sist under strecket och flyttades ner till Superettan säsongen 2011.

### 2012: tredje klivet till Allsvenskan
Efter två säsonger i Superettan (2011 och 2012) blev Brommapojkarna under kvällen måndagen den 29 oktober 2012 för tredje gången klara för Allsvenskan, denna gången – till skillnad från tidigare två vunna kvalmötena – via en av de två direktplatserna till Allsvenskan i Superettans tabell. Detta efter att jagande Halmstads BK inte lyckades vinna borta mot Assyriska i den 29:e omgången. Inför Assyriska–Halmstad hade BP 61 poäng på 29 matcher medan Halmstad låg 6 poäng bakom. Eftersom Halmstad inte vann matchen (förlust med 1–2) blev BP klart för Allsvenskan 2013.

### 2014-17: Svängiga år
Åter i allsvenskan 2013 höll sig Brommapojkarna kvar i allsvenskan för andra gången i sin historia, genom en 13:e plats. Men 2014 räckte man inte till, utan landade på sista plats och flyttades ner till Superettan ännu en gång. Det blev inledningen på en väldigt böljande hissåkning genom serierna! 2015 rasade BP rakt igenom Superettan, slutade sist också där och fick ta ny sats i division 1 norra. Där blev det serieseger 2016, och tillbaka i Superettan 2017 blev det serieseger igen, och så var man tillbaka i Allsvenskan.

### 2018: tillbaka i Allsvenskan
Efter seger i Superettan 2017 var BP för fjärde gången uppe i Allsvenskan 2018. Denna gång blev slutresultatet en 14:e plats och kval uppifrån för att behålla platsen. För motståndet stod AFC Eskilstuna. BP vann första mötet borta med 1-0, och Ludvig Öhman gav BP ledningen i slutet av första halvleken i match två. Men AFC chockade med två mål i 65:e och 75:e minuterna. AFC gick således upp med siffrorna 0-1, 2-1 och flest mål på bortaplan.

### 2019-23: Hissen fastnar, men fortsätter sedan uppåt
BP tillbaka i Superettan 2019 och man gör samma dubbelras en gång till, kommer näst sist och åker ur. I division 1 norra 2020 fick man hårt motstånd av Vasalunds IF, som till sist drog ifrån och säkrade förstaplatsen och direkt uppflyttning. BP tvåa och får spela kval mot Trelleborgs FF, på 13:e plats i Superettan. Efter två gånger 1-1 blir det ett straffavgärande efter andra matchen på Vångavallen. BP:s första och tredje straffskyttar Philip Haglund och Gustav Sandberg Magnusson missar dessvärre sina straffar, och Abdul Fatawu Safiu kunde säkra Trelleborgs Superettan-kontrakt när han satte fjärde raka straffen för hemmalaget.
Ännu en säsong i Ettan norra 2021 således för Brommapojkarna, men nu tog man hem serien och precis som vid förra uppflyttningen tar man sedan hem också Superettan 2022. Och 2023 var Brommapojkarna åter i Allsvenskan.
2023 såg laget svagt ut på försäsongen och i Svenska Cupen, och tippades få svårt, men efter ett antal inledande förluster radades sedan poäng upp och man låg ett tag på femte plats. Andra halvan gick tyngre, och BP landade till sist på kvalplats, trots hela 33 poäng. IFK Göteborg vände 0-1 till 2-1 borta mot Varberg med ett avslutande mål i 95:e minuten, annars hade BP varit kvar utan kval och "Blåvitt" fått kvala mot överraskningslaget Utsiktens BK från Göteborg, trea i Superettan. I första kvalmötet vinner dock BP med förkrossande 7-0, och returmötet på Grimsta blev en avslagen historia som slutade 0-0. Mest noterbart är att ett större strömavbrott i Västerort slog ut även Grimsta IP och tvingade fram ett mer än timslångt uppehåll efter att bara tolv minuter hade spelats. Därmed höll sig BP kvar för ett år till för tredje gången totalt.
2024 blev det åter en hel del poäng och riktigt fina placeringar under våren, men mer ojämnt under andra halvan av säsongen. Ett väldigt stort antal oavgjorda sticker ut särskilt. I 27:e omgången spelades årets tionde oavgjorda match, 1-1 borta mot Norrköping efter BP-ledning, och i 28:e omgången tappades en sen ledning (66:e minuten) ännu senare till förlust 1-2 (85:e och 88:e minuterna), hemma mot Kalmar. Men dagen därpå vann Norrköping borta mot Värnamo, vilket innebar att BP för första gången någonsin kvalificerat sig för en tredje säsong i rad i allsvenskan.

## Arenor

### Grimsta IP
Brommapojkarna spelar sina hemmamatcher vid Grimsta IP. Vid matcher där Grimsta IP inte räcker för att ta emot större publik (mer än 4-5 000) spelar man på alternativa arenor, exempelvis Tele2 Arena.
Efter avancemanget från Superettan till Allsvenskan rustades arenan upp och var tänkt att bli färdig inför hemmapremiären. Förutom att göra arenan modernare var en viktig förändring att öka publikkapaciteten rejält. Upprustningen blev försenad. Därför lades hemmamatcherna i början av säsongen 2007 på Stockholms Stadion istället. Första matchen på "nya" Grimsta spelades 1 juli 2007 mot Gefle IF.

### Hammarby IP (Kanalplan)
Tre hemmamatcher har spelats på Hammarby IP, även känd som Kanalplan. 20 juli 2019 i Superettan mot Norrby IF (seger 3-1), och 19 juni och 11 juli 2021 i Norrettan, mot Örebro Syrianska (seger 3-0) respektive IFK Luleå (seger 4-0). Vid tillfället 2019 pga att konstgräset just skulle läggas om på Grimsta, de två matcherna 2021 pga en mer omfattande renovering som då pågick på Grimsta IP.

### Tele2 Arena
Säsongerna 2013 och 2014 användes Tele2 Arena istället för Grimsta för derbymatcher. 2018 spelas samtliga hemmaderbyn i Allsvenskan på Grimsta IP.

### Stockholms stadion
Vid fåtalet tillfällen har laget spelat hemmamatcher på Stockholms stadion. Exempel på tillfällen när BP spelat hemmamatcher på Stadion var under våren 2005 i Superettan mot AIK samt våren och början av sommaren 2007 i väntan på att Grimsta IP skulle bli färdigrenoverad. BP valde att spela derbymatcherna mot AIK och Hammarby på Stadion till skillnad mot Råsunda där laget mötte Djurgården.

### Råsunda fotbollsstadion
BP tog emot Djurgården i sin första allsvenska match någonsin på Råsundastadion 6 april 2007. BP vann matchen med 1-0 efter mål av Joakim Runnemo endast en minut in i matchen.

### Söderstadion
I det allsvenska kvalet i november 2006 spelades hemmamatchen mot BK Häcken vid Söderstadion bland annat eftersom Grimsta IP inte hade tillräckligt kraftfull belysning som krävdes eftersom matchen skulle TV-sändas.

## Ekonomi
Värdeuppgifter i miljoner svenska kronor. Intäkter är inklusive spelarförsäljningar, kostnader är inklusive spelarförvärv.
| År   | Intäkter      | Kostnader | Resultat      | Eget kapital | Herrlagets serie              | Noteringar                                                              |
| ---- | ------------- | --------- | ------------- | ------------ | ----------------------------- | ----------------------------------------------------------------------- |
| 2002 | 17,1          | 17,4      | 0,0           | +1,3         | Superettan                    |                                                                         |
| 2003 | 17,7          | 17,9      | 0,0           | +1,3         | Superettan                    |                                                                         |
| 2004 | 18,4          | 18,7      | 0,0           | +1,4         | Superettan                    |                                                                         |
| 2005 | 17,6          | 19,8      | –1,9          | +2,0         | Superettan                    |                                                                         |
| 2006 | 20,0          | 20,3      | –0,3          | +1,7         | Superettan                    |                                                                         |
| 2007 | 35,5          | 35,0      | +0,4          | +2,2         | Allsvenskan                   |                                                                         |
| 2008 | 34,8          | 31,0      | +4,0          | +6,2         | Superettan                    |                                                                         |
| 2009 | 43,8          | 49,5      | –5,7          | +0,5         | Allsvenskan                   |                                                                         |
| 2010 | 48,5          | 48,9      | –0,3          | +0,2         | Allsvenskan                   |                                                                         |
| 2011 | 39,9          | 39,8      | +0,1          | +0,3         | Superettan                    |                                                                         |
| 2012 | 42,2          | 41,5      | +0,7          | +1,0         | Superettan                    |                                                                         |
| 2013 | 50,9          | 50,7      | +0,2          | +1,2         | Allsvenskan                   |                                                                         |
| 2014 | 49,6          | 49,3      | +0,2          | +1,4         | Allsvenskan                   |                                                                         |
| 2015 | 44,1 (se not) | 45,9      | +4,2 (se not) | +5,5         | Superettan                    | Intäkter exklusive & resultatet inklusive 6,0 MSEK finansiella intäkter |
| 2016 | 34,13         | 36,80     | –2,67         | +2,87        | Division 1 Norra              |                                                                         |
| 2017 | 42,2 (se not) | 42,5      | –0,0 (se not) | +2,9         | Superettan                    | Intäkter exklusive & resultatet inklusive 0,4 MSEK finansiella intäkter |
| 2018 | 70,5          | 66,7      | +2,9          | +5,5         | Allsvenskan                   |                                                                         |
| 2019 | 72,5          | 61,0      | +10,6         | +16,1        | Superettan                    |                                                                         |
| 2020 | 72,34         | 46,59     | +25,63        | +42,89       | Division 1 Norra (Nivå 3)     |                                                                         |
| 2021 | 55,98         | 55,23     | +1,80         | +43,42       | Division 1 Norra (Nivå 3)     |                                                                         |
| 2022 | 69,8          | 67,8      | +2,19         | +45,6        | Superettan                    |                                                                         |
| 2023 | 95,0          | 94,1      | +1,99         | +47,6        | Allsvenskan                   | källa: PDF från BP                                                      |
| 2024 | pågår         | pågår     | pågår         | pågår        | Allsvenskan (pågående säsong) |                                                                         |

## Rekord
- Största seger: 13–0 mot Jakobsbergs GoIF, 1969
- Största allsvenska seger:
  - hemma, 3 måls marginal:
    - 3–0 mot Örebro SK den 18 oktober 2009
    - 3–0 mot Djurgårdens IF den 10 augusti 2013
    - 4–1 mot Gefle den 13 maj 2013.

  - borta, de största segrarna:
    - 4–0 (mot GAIS den 31 mars 2024)[13]
    - 2–0 (mot Djurgårdens IF den 24 april 2009)
- Största förlust: 1–8 mot IFK Norrköping, 1983
- Största allsvenska förlust:
  - hemma: 0–6 mot AIK den 26 oktober 2013.
  - borta: 0–6 mot IF Elfsborg den 23 maj 2013.
- Målrikaste allsvenska match:
  - hemma: 6 mål (1 gång)
    - 0–6 mot AIK 26 oktober 2013.

  - borta: 6 mål (5 gånger)
    - 3–3 mot Trelleborgs FF den 6 maj 2007
    - 2–4 mot Mjällby AIF den 28 april 2013
    - 2–4 mot Helsingborgs IF den 30 augusti 2013
    - 1–5 mot BK Häcken den 25 augusti 2009
    - 0–6 mot IF Elfsborg den 23 maj 2013
- Flest serie- och kvalmatcher: 271, Berndt Magnusson 1985–1997. 203, Pernilla Hederoth 1989-1999.
- Flest serie- och kvalmål: 93, Kjell Jonevret 1979–1983 och 1985–1987. 84, Pia Carlsson 1980-83 och 1993.
- Publikrekord för hemmamatcher 
  - Råsunda: 15 092 (mot Djurgårdens IF den 6 april 2007)
  - Tele2 Arena: 9 826 mot AIK, 26 oktober 2013
  - Grimsta: 6 755 mot AIK, 19 april 2009
  - Stockholms Stadion: 6 522 (mot Hammarby IF den 25 augusti 2007)
  - Söderstadion: 1 489 mot BK Häcken, 9 november 2006 (kvalmatch 1 av 2 för Allsvenskan 2007)
- Flest allsvenska matcher: Olof Guterstam, 83
- Flest allsvenska mål (t.o.m. 2013): Mauricio Albornoz, 13
- Flest landskamper under tid i klubben: Olof Guterstam, 2 [14]

## Statistik

### Topp 10 spelare med flest allsvenska matcher i BP
Spelare i fet stil är fortfarande i IF Brommapojkarna.
Senast uppdaterad 29 november 2024
| Nr | Namn                            | Karriär   | Matcher | Mål |
| -- | ------------------------------- | --------- | ------- | --- |
| 1  | Gustav Sandberg Magnusson       | 2009–2024 | 97      | 8   |
| 2  | Mauricio Albornoz               | 2009–2014 | 93      | 14  |
| 3  | Gabriel Petrovic                | 2009–2014 | 92      | 6   |
| 4  | Tim Björkström                  | 2009–2014 | 87      | 2   |
| 5  | Olof Guterstam                  | 2007–2010 | 83      | 12  |
| 6  | Serge-Junior Martinsson Ngouali | 2010–     | 76      | 2   |
| 7  | Andreas Eriksson                | 2009–2014 | 74      | 7   |
| 8  | Pär Asp                         | 2007–2010 | 69      | 1   |
| 9  | Joakim Runnemo                  | 2007–2010 | 63      | 8   |
| 10 | Pontus Segerström               | 2010–2014 | 61      | 3   |

Siffrorna är aktuella efter Allsvenskan 2024.

### Topp 10-spelare med flest allsvenska mål i BP
Spelare i fet stil är fortfarande aktiva i IF Brommapojkarna.
Senast uppdaterad 29 november 2024
| Nr | Namn                      | Karriär   | Mål | Matcher | Mål/match |
| -- | ------------------------- | --------- | --- | ------- | --------- |
| 1  | Nikola Vasic              | 2023-2025 | 22  | 55      | 0,40      |
| 2  | Mauricio Albornoz         | 2009–2014 | 14  | 93      | 0,15      |
| 3  | Olof Guterstam            | 2007–2010 | 12  | 83      | 0,14      |
| 4  | Ludvig Fritzson           | 2023–     | 9   | 57      | 0,16      |
| 5  | Gustav Sandberg Magnusson | 2009–2024 | 8   | 97      | 0,08      |
| 5  | Joakim Runnemo            | 2007–2010 | 8   | 63      | 0,13      |
| 5  | Oscar Pettersson          | 2023      | 8   | 30      | 0,27      |
| 5  | Philip Haglund            | 2007–2009 | 8   | 43      | 0,19      |
| 9  | Andreas Eriksson          | 2009–2014 | 7   | 74      | 0,09      |
| 10 | Gabriel Petrovic          | 2009–2014 | 6   | 92      | 0,07      |

## Främste målskyttar
Följande lista avser BP:s bästa målskytt(ar) i seriespel och är exklusive kval-/cupspel:
- 2020: Oskar Fallenius, 16 mål
- 2019: Philip Hellquist, 7 mål
- 2018: Philip Hellquist, 5 mål
- 2017: Viktor Gyökeres, 13 mål
- 2016: Stefano Vecchia, 11 mål
- 2015: Seth Hellberg, 8 mål
- 2014: Gabriel Petrovic och Dardan Rexhepi, 5 mål vardera
- 2013: Mauricio Albornoz, 10 mål
- 2012: Pablo Piñones-Arce, 18 mål
- 2011: Pablo Piñones-Arce, 14 mål
- 2010: Joakim Runnemo, John Guidetti och Olof Guterstam, 3 mål vardera
- 2009: Philip Haglund, 7 mål
- 2008: Joakim Runnemo, 9 mål
- 2007: Olof Guterstam, 4 mål
- 2006: Olof Guterstam, 17 mål (19 mål efter allsvenskt kval)
- 2005: Olof Guterstam, 12 mål
- 2004: Olof Guterstam och Jerry Månsson, 8 mål vardera
- 2003: Michael Allyn, 8 mål
- 2002: Michael Allyn, 9 mål

Källa: SvFF

## Resultat i seriespel
Obs: publiksnitt (hemma) avser endast seriespelet och är ej inklusive eventuellt kvalspel.
| Säsong | Serie                | Placering | Publiksnitt (hemma) | Notering                                                                                               |
| ------ | -------------------- | --------- | --- | --- |
| 2024   | Allsvenskan          | 10        | | |
| 2023   | Allsvenskan          | 14        | 1907 | Kvar via kval mot Utsiktens BK, 7-0 borta, 0-0 hemma                                                   |
| 2022   | Superettan           | 1         | 552 | |
| 2021   | Ettan Norra          | 1         | 333 på de tio matcher då publik var tillåtet. 380 på åtta matcher på Grimsta, 146 på två matcher på Hammarby IP under renovering av Grimsta IP. | |
| 2020   | Ettan Norra          | 2         | 50 på de tre hemmamatcher, då 50 åskådare fick släppas in (12/8 mot Karlstad, 16/8 mot Karlslund och 2/9 mot IFK Berga)                         | Förlorade kvalet till Superettan mot Trelleborgs FF med sammanlagt 2-2 (förlust efter straffläggning). |
| 2019   | Superettan           | 15        | 534 | Nedflyttad till Division 1 Norra.                                                                      |
| 2018   | Allsvenskan          | 14        | 2 307 | Förlorade kvalet mot AFC Eskilstuna. Nedflyttade till Superettan.                                      |
| 2017   | Superettan           | 1         | 1 197 | Vann Superettan. Direktuppflyttad till Allsvenskan.                                                    |
| 2016   | Div 1 Norra          | 1         | ? | Direktuppflyttning till Superettan.                                                                    |
| 2015   | Superettan           | 16        | 888 | Nedflyttad till Division 1 Norra.                                                                      |
| 2014   | Allsvenskan          | 16        | 1 749 | Femte säsongen i Allsvenskan. Nedflyttning till Superettan.                                            |
| 2013   | Allsvenskan          | 13        | 2 505 | Fjärde säsongen i Allsvenskan. Hemmamatcher per arena: Grimsta: 13 av 15. Tele2 Arena: 2 st.           |
| 2012   | Superettan           | 2         | 1 239 | Direktuppflyttad till Allsvenskan.                                                                     |
| 2011   | Superettan           | 6         | 1 065 | |
| 2010   | Allsvenskan          | 16        | 2 262 | Tredje säsongen i Allsvenskan. Hemmamatcher per arena: Grimsta: 14, Råsunda: 1. Åkte ur allsvenskan.   |
| 2009   | Allsvenskan          | 12        | 2 860 | Andra säsongen i Allsvenskan. Hemmamatcher per arena: Grimsta: 15 av 15.                               |
| 2008   | Superettan           | 3         | 949 | Vidare i kvalet till Allsvenskan 2009 mot Ljungskile SK med sammanlagt 1-1 och fler bortamål.          |
| 2007   | Allsvenskan          | 14        | 4 571 | Första säsongen i Allsvenskan. Hemmamatcher per arena: Grimsta: 7, Stadion 5, Råsunda: 1.              |
| 2006   | Superettan           | 3         | 1 144 | Vidare i kvalet till Allsvenskan 2007 mot BK Häcken med sammanlagt 4-1.                                |
| 2005   | Superettan           | 6         | 1 241 | - |
| 2004   | Superettan           | 10        | 855 | - |
| 2003   | Superettan           | 6         | 825 | - |
| 2002   | Superettan           | 12        | 734 | - |
| 2001   | Div 2 Östra Svealand | 1         | 357 | vann kvalet till Superettan mot IFK Luleå med sammanlagt 7–1.                                          |
| 2000   | Div 2 Östra Svealand | 1         | 431 | förlorade kvalet till Superettan mot Gefle IF med sammanlagt 2–4.                                      |
| 1999   | Div 1 Norra          | 10        | 398 | - |
| 1998   | Div 2 Östra Svealand | 1         | 278 | - |
| 1997   | Div 1 Norra          | 13        | 902 | - |
| 1996   | Div 1 Norra          | 5         | 496 | - |
| 1995   | Div 1 Norra          | 8         | 392 | - |
| 1994   | Div 1 Norra          | 8         | 556 | - |
| 1993   | Div 1 Norra          | 9         | 675 | - |

Källor:
- BP:s serietabeller genom tiderna.

## Herrlaget

### Spelartruppen
| Nummer      | Land      | Spelare                         | Födelsedatum      | Kom från                      | Moderklubb           |
| Målvakter   | Målvakter | Målvakter                       | Målvakter         | Målvakter                     | Målvakter            |
| ----------- | --------- | ------------------------------- | ----------------- | ----------------------------- | -------------------- |
| 25          | Sverige   | Davor Blažević                  | 7 februari 1993   | Hammarby IF                   | Assyriska FF         |
| 40          | Sverige   | Leo Cavallius                   | 20 februari 2005  | IFK Stocksund                 | IF Brommapojkarna    |
| Försvarare  |           |                                 |                   |                               |                      |
| 2           | Island    | Hlynur Freyr Karlsson           | 6 april 2004      | Haugesund                     | Breiðablik           |
| 3           | Norge     | Even Hovland                    | 14 februari 1989  | BK Häcken                     | Vadheim              |
| 4           | Sverige   | Eric Björkander                 | 11 juni 1996      | Istra 1961                    | Rödeby AIF           |
| 6           | Sverige   | Oliver Zandén                   | 14 augusti 2001   | Toulouse                      | Gerdskens BK         |
| 13          | Sverige   | Emir El-Kathemi                 | 4 juli 2006       | IF Brommapojkarna U           | Halmstads BK         |
| 22          | Sverige   | Liam Tahwildaran                | 5 mars 2004       | IF Brommapojkarna U           | IF Brommapojkarna    |
| 26          | Armenien  | André Calisir                   | 13 juni 1990      | Silkeborg                     | Djurgårdens IF       |
| 27          | Danmark   | Kaare Barslund                  | 23 mars 2004      | Nordsjælland                  | Helsinge Fodbold     |
| 32          | Sverige   | Oskar Cotton                    | 18 februari 2006  | IF Brommapojkarna U           | IF Brommapojkarna    |
| 77          | Danmark   | Frederik Christensen            | 7 juni 2002       | Fredericia                    | Ikast KFUM           |
| Mittfältare |           |                                 |                   |                               |                      |
| 5           | Gabon     | Serge-Junior Martinsson Ngouali | 23 januari 1992   | Sarpsborg 08                  | Gunnilse IS          |
| 10          | Sverige   | Wilmer Odefalk                  | 21 november 2004  | Djurgårdens IF                | IFK Stocksund        |
| 11          | Sverige   | Rasmus Örqvist                  | 18 oktober 1998   | Degerfors IF                  | Våmbs IF             |
| 12          | Sverige   | Charlie Nildén                  | 30 december 2006  | IF Brommapojkarna U           | IF Brommapojkarna    |
| 15          | Senegal   | El Hadji Fallou Faye            | 28 december 2005  | Club Rufisque Olympique Sport | Senegal              |
| 18          | Sverige   | Alfons Lohake                   | 28 juli 2006      | IF Brommapojkarna U           | Sigtuna IF           |
| 19          | Syrien    | Daleho Irandust                 | 4 juni 1998       | Groningen                     | Balltorps FF         |
| 20          | Estland   | Martin Vetkal                   | 21 februari 2004  | Roma                          | Kohila Püsivus       |
| 24          | Sverige   | Kevin Ackermann                 | 24 maj 2001       | Örgryte IS                    | Azalea BK            |
| 31          | Sverige   | Love Arrhov                     | 17 maj 2008       | IF Brommapojkarna U           | Vasastan BK          |
| Anfallare   |           |                                 |                   |                               |                      |
| 7           | Danmark   | Victor Lind                     | 12 juli 2003      | Midtjylland                   | Løgum                |
| 8           | Sydafrika | Liam Jordan                     | 30 juli 1998      | FC Helsingör                  | Auckland City        |
| 9           | Sverige   | Nikola Vasic                    | 4 oktober 1991    | Reggina                       | Hammarby IF          |
| 14          | Sverige   | Kamilcan Sever                  | 2 september 2006  | IF Brommapojkarna U           | Skogås-Trångsunds FF |
| 16          | Danmark   | Adam Jakobsen                   | 7 april 1999      | Fredericia                    | Vestia               |
| 17          | Sverige   | Anton Kurochkin                 | 20 juli 2003      | Varbergs BoIS                 | Skoftebyns IF        |
| 21          | Sverige   | Alex Timossi Andersson          | 19 januari 2001   | Heerenveen                    | Stattena IF          |
| 23          | Ghana     | Ezekiel Alladoh                 | 13 september 2005 | Accra Lions                   | Accra Lions          |
| 29          | Ghana     | Evans Botchway                  | 23 februari 2006  | Accra Lions                   | Accra Lions          |
| 33          | Sverige   | Sion Oppong                     | 25 september 2007 | IF Brommapojkarna U           | IF Brommapojkarna    |
| 34          | Sverige   | David Isso                      | 17 augusti 2007   | IF Brommapojkarna U           | Sverige              |
| 39          | Sverige   | Nabil Bahoui                    | 5 februari 1991   | Persepolis FC                 | Mälarhöjdens IK      |

### Utlånade spelare
| Nr | Land    | Pos | Namn                                                       |
| -- | ------- | --- | ---------------------------------------------------------- |
| 15 | Sverige | MF  | Paya Pichkah (i Egersund till 31 december 2025)            |
| -  | Sverige | A   | Alexander Johansson (i Utsiktens BK till 31 december 2025) |

| Nr | Land    | Pos | Namn                                                    |
| -- | ------- | --- | ------------------------------------------------------- |
| -  | Sverige | F   | Sebastian Wändin (i Assyriska FF till 31 december 2025) |

### Tränare Herr
- Bengt Ström (1954/55-1956/57)
- Owe Widricks (1957/58)
- Owe Widricks / Gösta Sandberg (1959)
- Gösta Sandberg (1960-1961)
- Tore Kullgren (1962)
- Stig Starkenberg (1963)
- Gunnar Dahlén (1964)
- Stig Spångberg (1965)
- Kurt Lundqvist (1966)
- John Eriksson (1967-1968)
- Henry Carlsson (1969-1971)
- Gösta Sandberg (1972-1978)
- Christer Molander (1979-1980)
- Jens Lindblom (1980-1981)
- Tommy Söderberg (1982-1985)
- Thomas Lyth (1986-1989)
- Erik Hamrén (1990-1991)
- Dan Sundblad (1991-1993)
- Bo Petersson (1994)
- Thomas Lyth (1995-1997)
- Jari Pyykölä (1998-1999)
- Dan Sundblad (1999)
- Benny Persson (2000-2003)
- Anders Grönhagen (2004)
- Claes Eriksson (fotbollstränare) (2005-2007)
- Kim Bergstrand (2008–2010)
- Roberth Björknesjö (2010–2013)
- Stefan Billborn (2014)
- Magni Fannberg (2015)
- Olof Mellberg (2016–2017)
- Luis Pimenta (2018)
- Roberth Björknesjö (2018–2019)
- Kjell Jonevret (2019)
- Shaun Constable (2020)
- Christer Mattiasson (2021–2022)
- Olof Mellberg och Andreas Engelmark (2023–2024)
- Fredrik Landén och Ulf Kristiansson (2025–)

### Tränarfacit
| Nivå | År        | Tränare            | M  | V  | O | F  | +/-      | P   | P/M  |
| ---- | --------- | ------------------ | -- | -- | - | -- | -------- | --- | ---- |
| 2    | 1994      | Bo Petersson       | 26 | 8  | 8 | 10 | 29 - 37  | 32  | 1,23 |
| 2    | 2004      | Anders Grönhagen   | 30 | 9  | 9 | 12 | 43 - 42  | 36  | 1,20 |
| 2    | 2005–2006 | Claes Eriksson     | 60 | 31 | 8 | 21 | 101 - 85 | 101 | 1,68 |
| 1    | 2007      | Claes Eriksson     | 26 | 5  | 8 | 13 | 21 - 43  | 23  | 0,88 |
| 2    | 2008      | Kim Bergstrand     | 30 | 16 | 6 | 8  | 45 - 29  | 54  | 1,80 |
| 1    | 2009      | Kim Bergstrand     | 30 | 9  | 7 | 14 | 32 - 46  | 34  | 1,13 |
| 1    | 2010      | Kim Bergstrand     | 26 | 6  | 6 | 14 | 18 - 36  | 24  | 0,92 |
| 1    | 2010      | Roberth Björknesjö | 0  | 0  | 0 | 0  | 0 - 0    | 0   | 0    |
| 2    | 2011-2012 | Roberth Björknesjö | 58 | 34 | 5 | 19 | 107-72   | 107 | 1,85 |

Förklaringar:
- M = matcher, V = vunna, O = oavgjorda, F = förluster, P = poäng
- Nivå: 1 = Allsvenskan. 2 = Superettan/Division 1

## Profiler genom åren
- Anders Limpar (En av BP:s största profiler genom alla år. Även en profil förut i svenska landslaget.)
- Putte Ramberg (Före detta allsvensk spelare i Hammarby, även landslagsman. Numer oddssättare i Svenska Spel)
- Mikael Rynell
- Olof Guterstam (Vunnit interna skytteligan åren 2004-2006, varav 2006 varit en starkt bidragande orsak till att klubben kvalificerade sig till Allsvenskan.)
- Kjell Jonevret (Gjort flest mål i klubben genom tiderna)
- John Guidetti

### Hall of Fame
2014 instiftade BP ett eget Hall of Fame för att "hylla spelare, ledare och tränare som varit av avgörande betydelse för Brommapojkarnas utveckling som förening och fotbollsklubb".
| Namn                     | År som invald |
| ------------------------ | ------------- |
| Tommy Söderberg          | 2014          |
| Anders Limpar            | 2014          |
| Bo Lundberg              | 2014          |
| Kjell Jonevret           | 2014          |
| Olof Guterstam           | 2014          |
| Jon Persson              | 2015          |
| Claes Eriksson           | 2015          |
| Sten-Ove "Putte" Ramberg | 2015          |
| Pontus Segerström        | 2015          |
| Ola Danhard              | 2016          |
| Berndt Magnusson         | 2016          |
| Daniel Majstorovic       | 2016          |
| Pia Carlsson             | 2017          |
| Claes-Göran Carlsson     | 2017          |
| Björn Jonasson           | 2017          |
| Per Ferm                 | 2017          |
| Gösta "Knivsta" Sandberg | 2017          |
| Pernilla Hederoth        | 2018          |
| Jan Seipel               | 2018          |
| Bengt-Erik Gårdefors     | 2018          |
| Tomas Antonelius         | 2018          |
| Stig Starkenberg         | 2019          |
| Hans Nord                | 2019          |
| Bojan Djordjic           | 2019          |